# Engelbert Peiffer
Engelbert Joseph Peiffer (abweichende Schreibweise Engelbert Josef Peiffer, auch irrtümlich: Engelbert Pfeiffer; * 14. Mai 1830 in Köln; † 18. Oktober 1896 in Hamburg) war ein deutscher Bildhauer und Medailleur.

## Leben
Engelbert Peiffer, Sohn eines Schmiedes, absolvierte eine Steinmetz-Lehre in Köln, ging 1850 zum Studium an die Berliner Kunstakademie und arbeitete anschließend einige Jahre als Modelleur in der Fernsichter Thonwaarenfabrik in Kellinghusen. 1862 kam er nach Hamburg. 1873 übernahm er die Leitung der Steinmetzwerkstätten der Hanseatischen Baugesellschaft. Peiffer war Mitglied im Hamburger Künstlerverein von 1832.
Peiffer starb 1896 in Hamburg und wurde auf dem Ohlsdorfer Friedhof in der Nähe des Rosengartens bestattet. Die Grabstätte wurde aufgelöst, der Grabbrief ist nicht mehr vorhanden. Seit 1914 ist der Peiffersweg in Barmbek-Nord nach ihm benannt.

## Werk
Seine frühen Arbeiten zeigen einen klassizistischen Stil, spätere Arbeiten sind eher als realistisch einzuordnen.
Peiffer erhielt zahlreiche öffentliche und private Aufträge. Zu den bekanntesten seiner Werke im Hamburger Stadtbild zählen:
- Die Vierländerin vom Vierländerin-Brunnen am Hopfenmarkt (1878) vor der Nikolaikirche;
- der monumentale Hansa-Brunnen (1878) in St. Georg;
- die Fassadenplastik des Hamburger Hofs am Jungfernstieg (1881–83);
- die Statuen von Erzbischof St. Ansgar und Graf Adolf III. von Schauenburg auf der Trostbrücke (1883);[1]
- das Standbild des Reformators Johannes Bugenhagen (1885) vor dem Johanneum.[2]

Weiter stammen von ihm:
- die Statuen von Rubens, Tizian, Cornelius, Holbein, Schlüter und Rauch am Altbau der Kunsthalle (1886)
- die allegorischen Gruppen der ehemaligen Oberpostdirektion am Stephansplatz, die die Telegraphie, die Telefonie und den Nutzen der Post für den Handel zu Lande und zur See darstellen[3]
- das Standbild von Karl dem Großen mit den vier Wappenlöwen vor dem „Kleinen Michel“, ursprünglich Teil eines Brunnens auf dem (Alten) Fischmarkt (1889/90)
- die Statuen des Hl. Jakobus und von Kaiser Heinrich VI. am Rathaus (1892/93),[4]
- die Apostelfiguren bei der St. Johanniskirche in Pöseldorf (1893).

Eines der ältesten Werke Peiffers in Hamburg ist das Grabdenkmal für Gabriel Riesser (1806–1863), den Vorkämpfer der Emanzipation der Juden, das 1865 auf dem Grindelfriedhof errichtet und 1937 vereinfacht auf den jüdischen Friedhof an der Straße Ilandkoppel umgesetzt wurde. Das von Peiffer geschaffene Relief aus weißem Marmor zeigt die „leuchtende und unverhüllte Wahrheit, die die Schlange der Lüge tötet“.
Daneben schuf er die Gipsmodelle für das Reichspostmuseum zu den Postgebäuden in Altona (1894), Bremen (1878), Flensburg (1881), Kiel (1868), Lübeck (1884), Merseburg (1877), Nordhausen (1879) und Rendsburg (1881).
Auf dem Ohlsdorfer Friedhof gibt es mehrere bedeutende Arbeiten von Peiffer: Das Grabmal Rachals (1866), das Grabmal für den Ingenieur Alexander Schaeffer (1890), das Grabmal Bonne / Reye (1895) sowie das Grabmal für die Familie des Kommerzienrats Heye (1893).

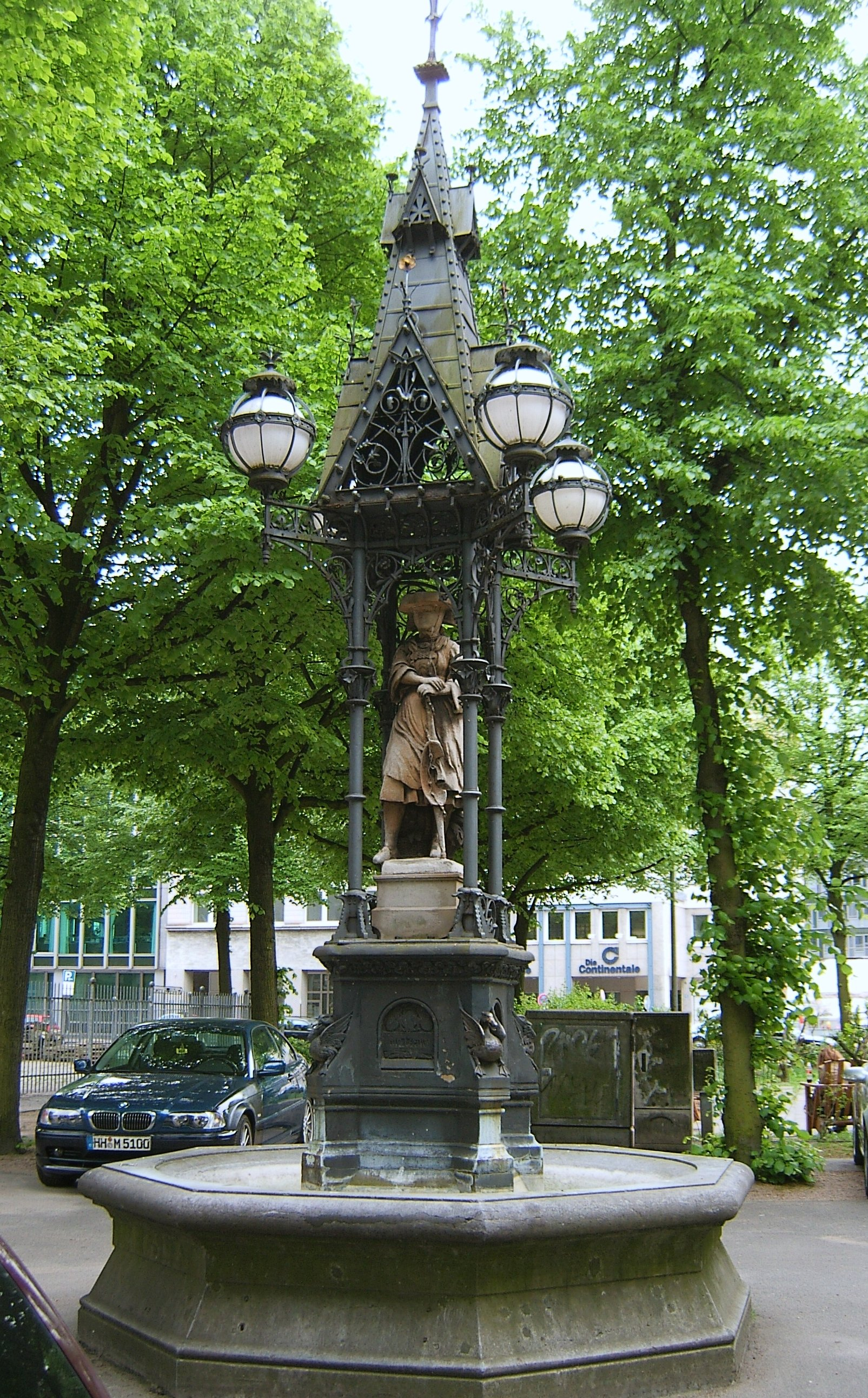
Vierländerin-Brunnen am Hopfenmarkt
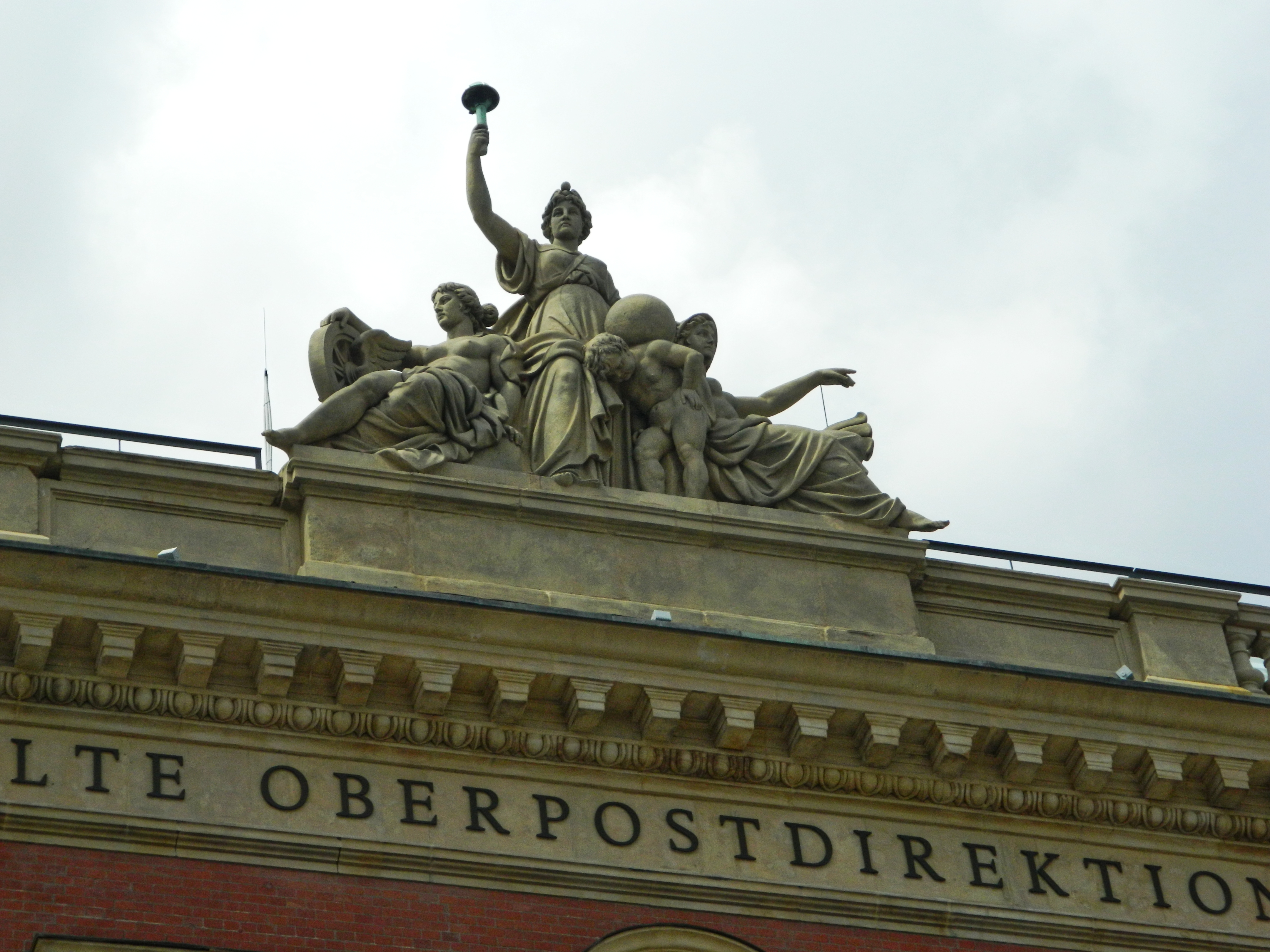
Allegorie, Oberpostdirektion
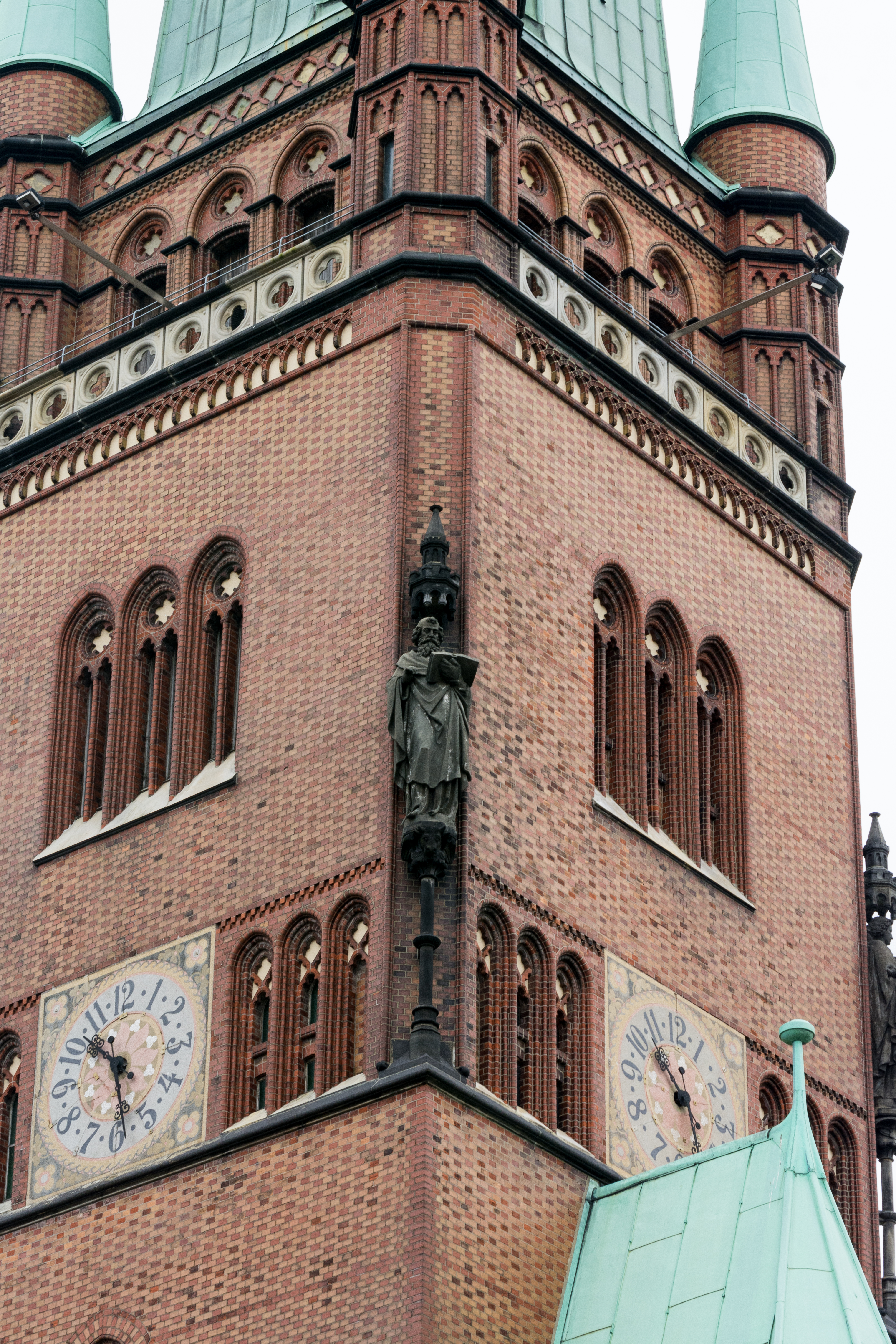
'Apostel, St. Johannis
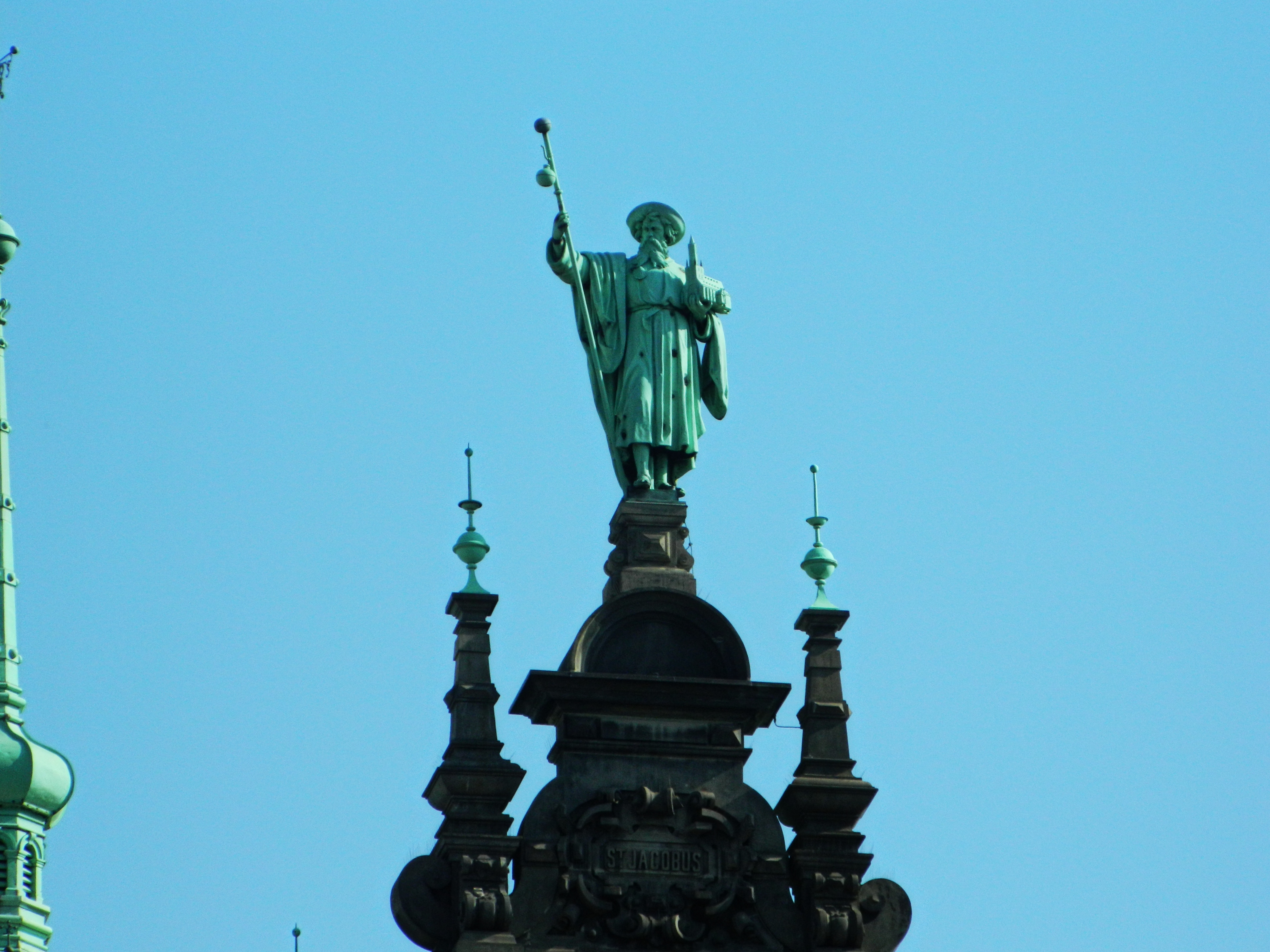
St. Jacobus, Hamburger Rathaus
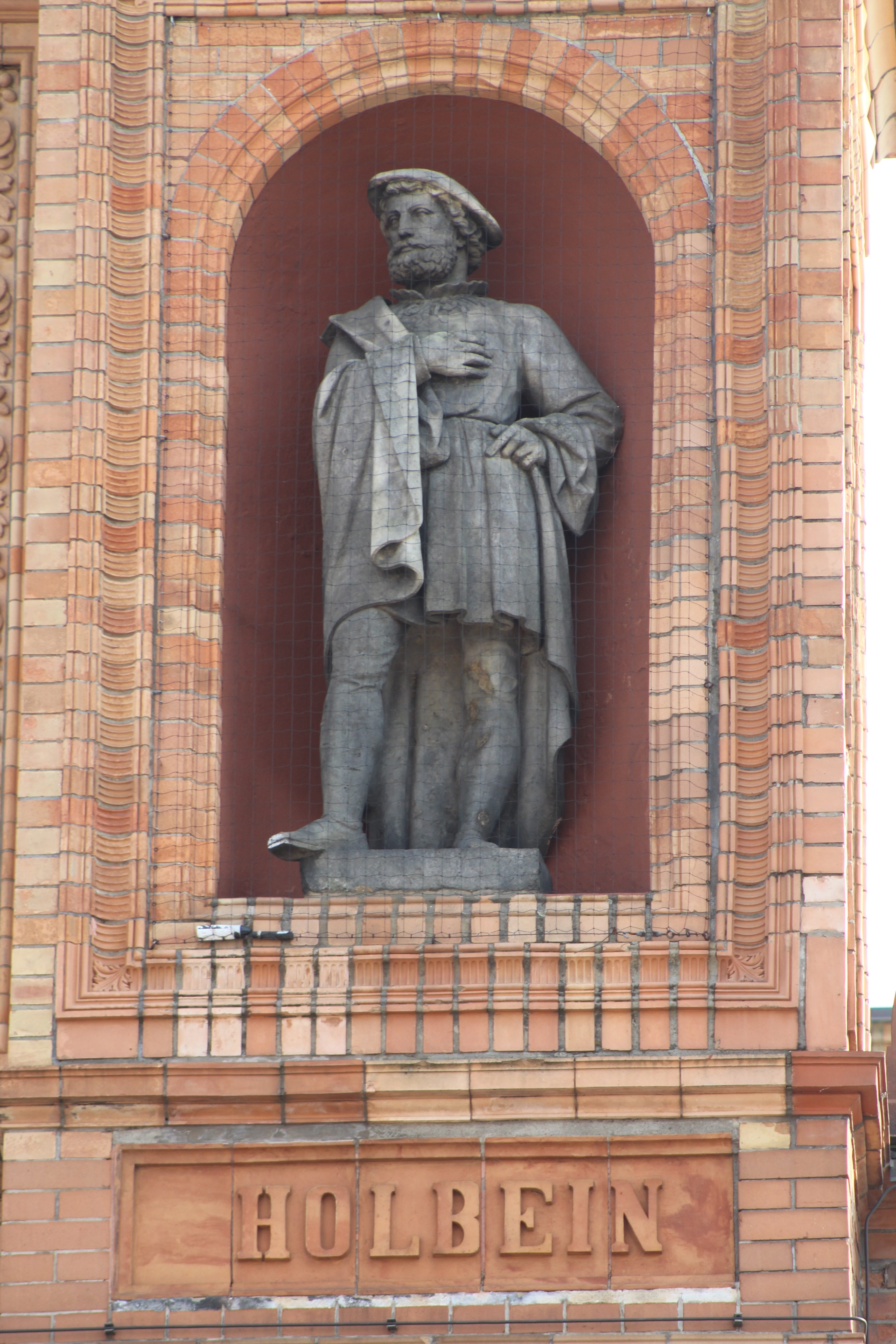
Holbein, Hamburger Kunsthalle
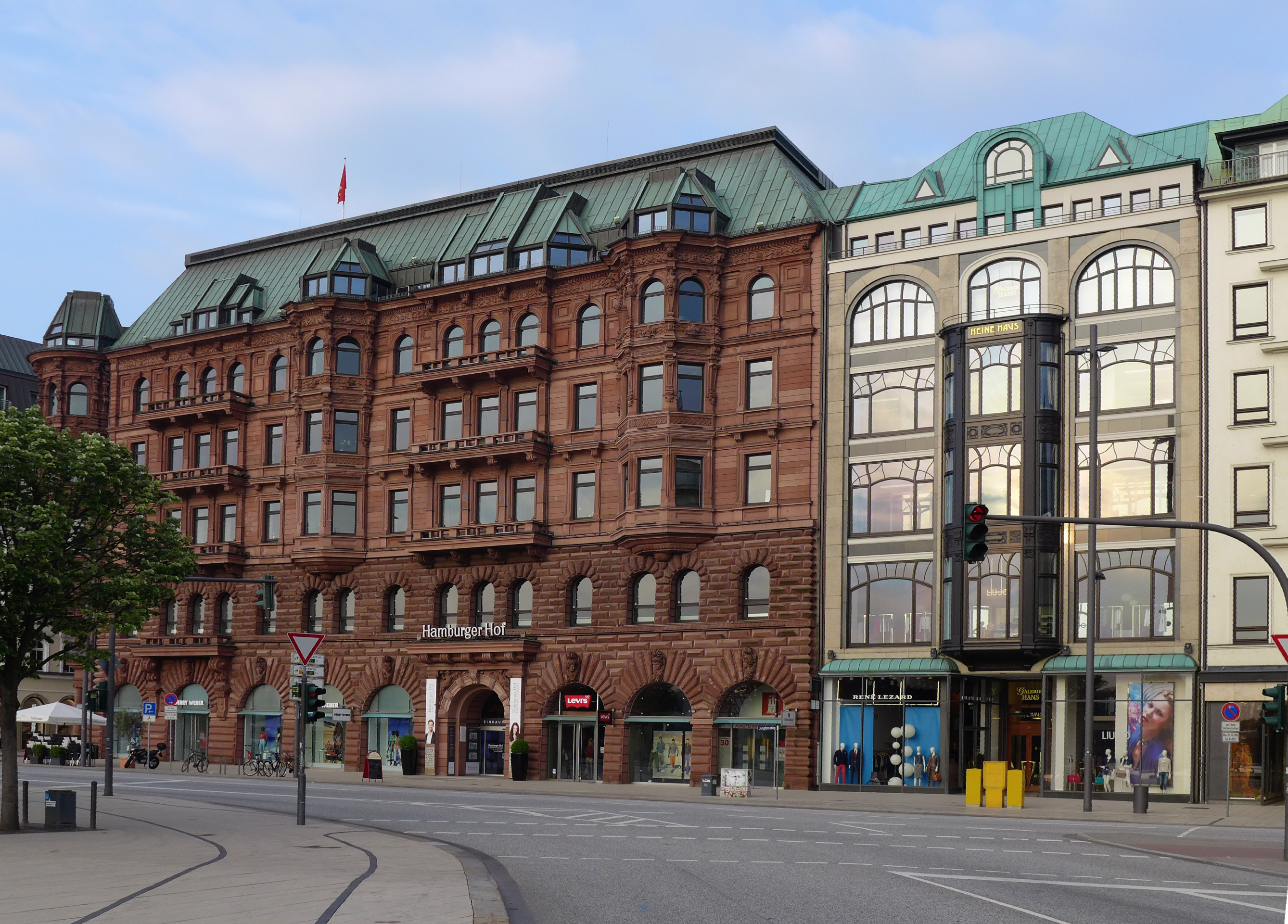
Hamburger Hof, Jungfernstieg
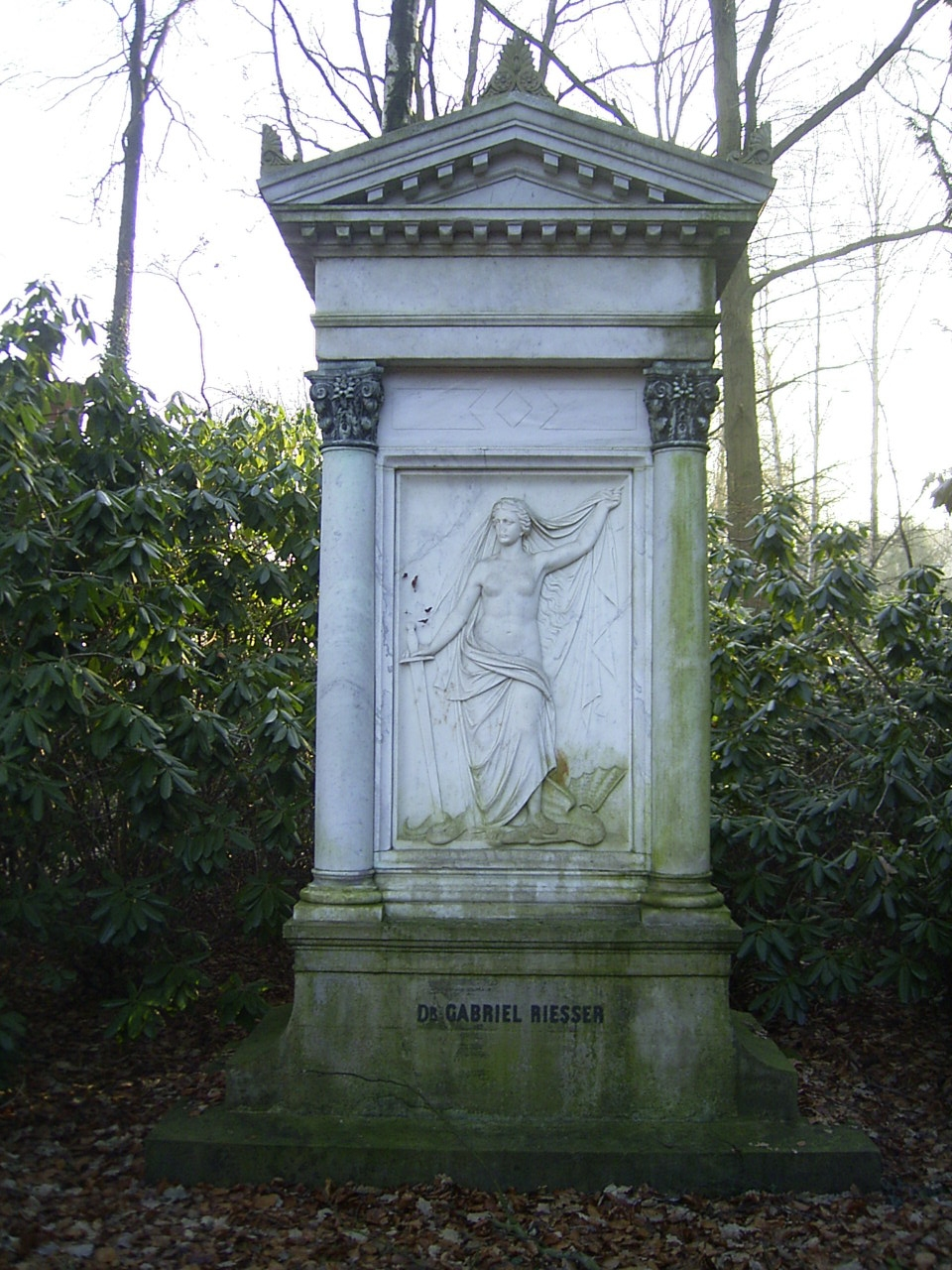
Grabmal von Gabriel Riesser, Jüdischer Friedhof
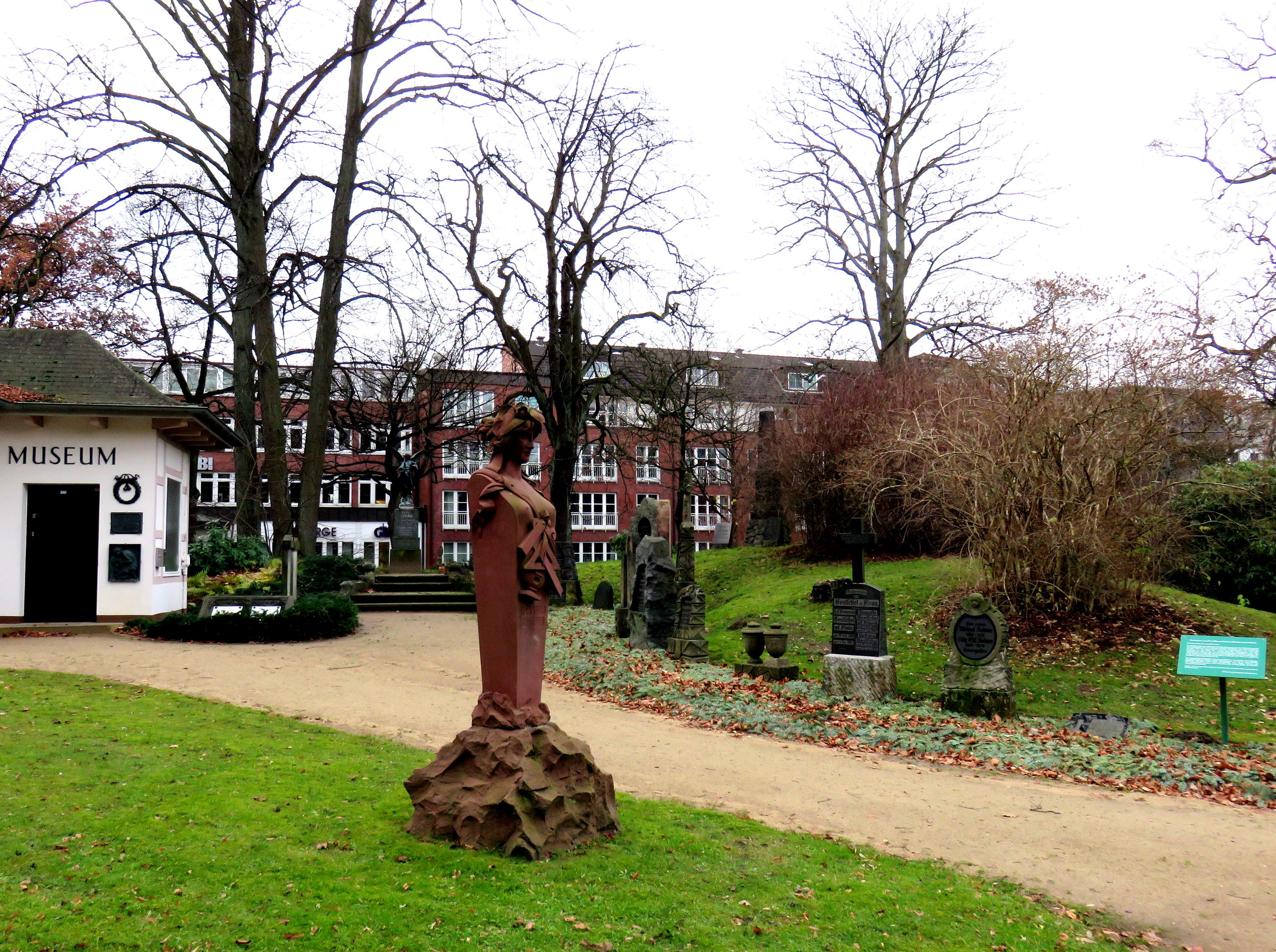
Grabskulptur Schaeffer, Friedhof Ohlsdorf
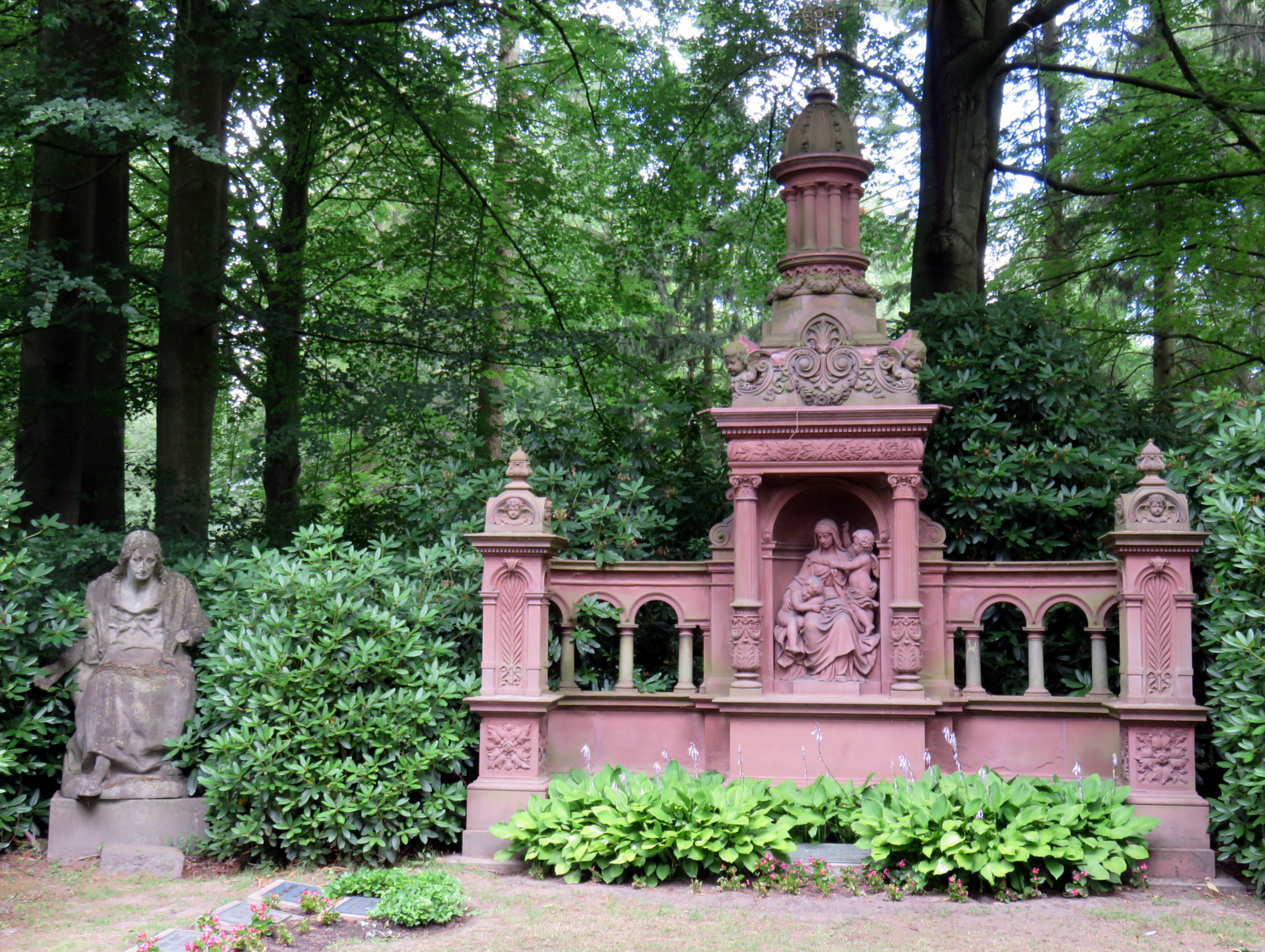
Grabstätte Heye/Nonne, Friedhof Ohlsdorf
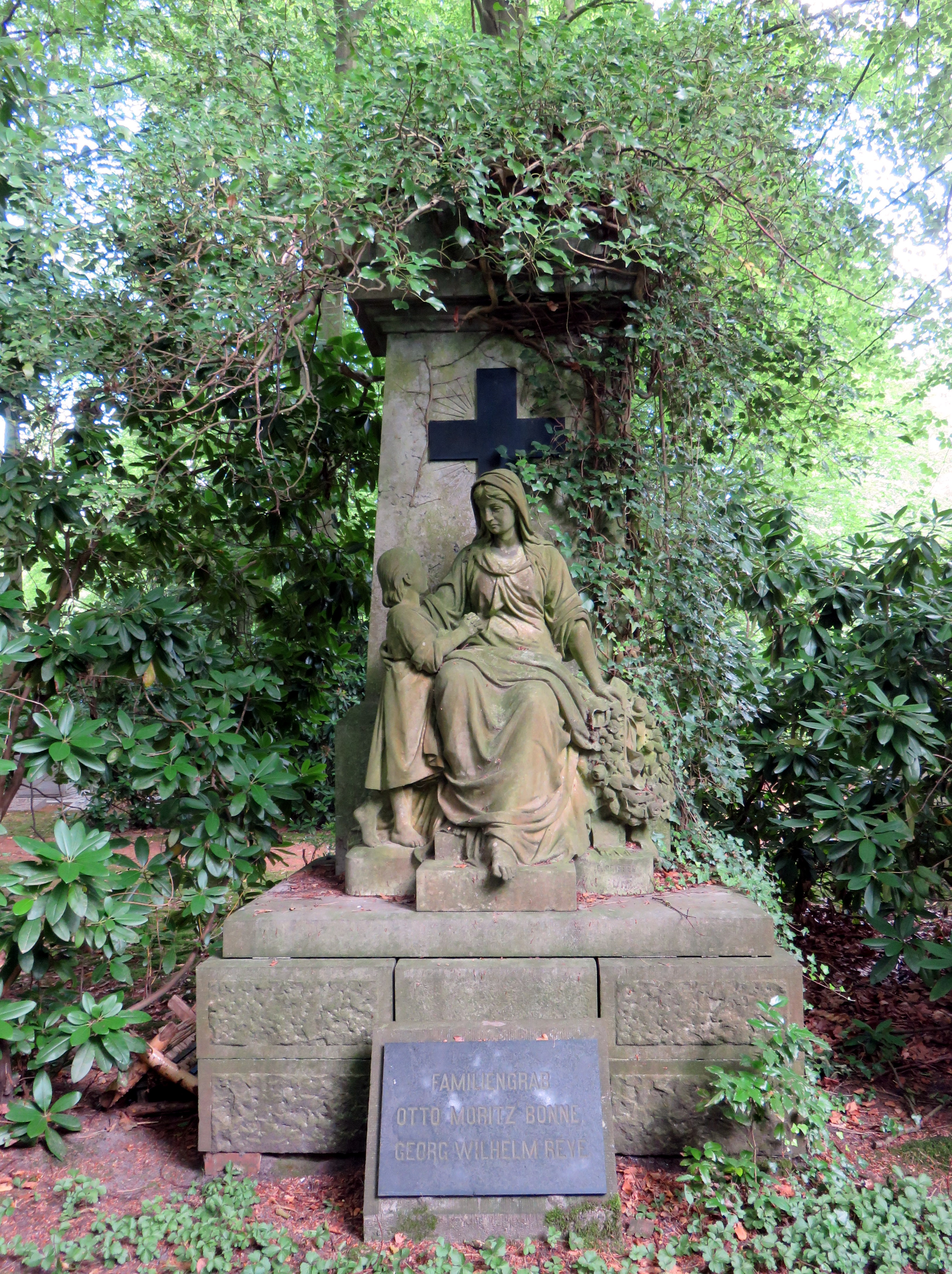
Grabstätte Bonne/Reye, Friedhof Ohlsdorf
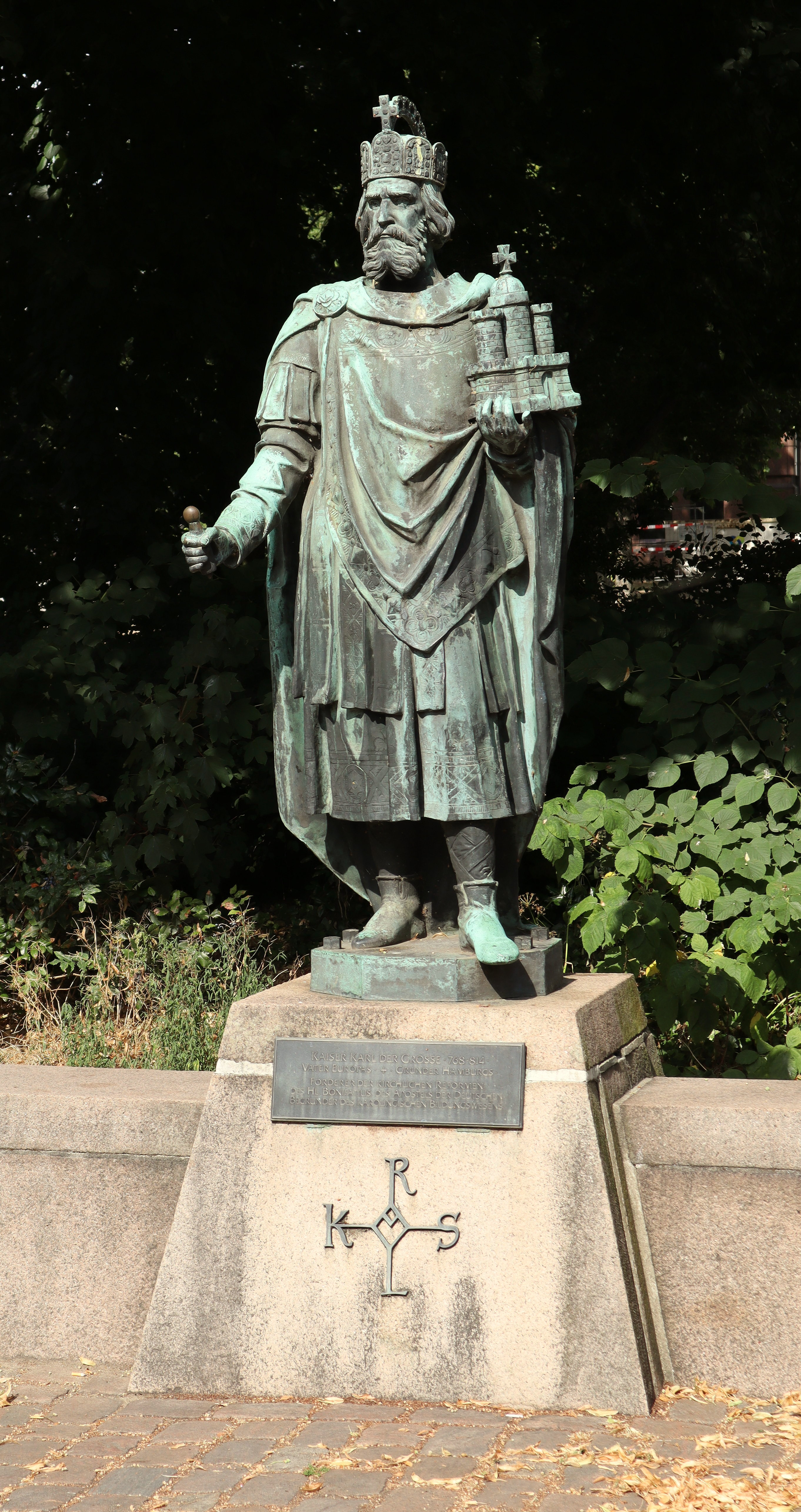
Statue von Karl dem Großen vor dem „Kleinen Michel“